# Eli Lilly and Company
Eli Lilly and Company (NYSE: LLY) – przedsiębiorstwo farmaceutyczne o globalnym zasięgu. Główna siedziba spółki znajduje się w Indianapolis, Indiana, w Stanach Zjednoczonych. Firma została utworzona w 1876 roku przez chemika – farmaceutę Eli Lilly’ego, na cześć którego ostatecznie otrzymała swoją nazwę.
Oprócz innych osiągnięć, Lilly był pierwszym koncernem produkującym penicylinę na skalę przemysłową, a obecnie jest największym wytwórcą i dystrybutorem leków stosowanych w psychiatrii. W styczniu 2009 roku firma została ukarana największą w historii Stanów Zjednoczonych grzywną za rozpowszechnianie fałszywych informacji na temat jednego z jej czołowych produktów, atypowego leku psychotycznego o nazwie Zyprexa.
Mając dochody rzędu 20 miliardów dolarów (dane za rok 2008 według magazynu Fortune), Eli Lilly plasuje się pod względem wielkości na 148. miejscu wśród firm działających na obszarze Stanów Zjednoczonych i 10. biorąc pod uwagę wielkość sprzedaży na rynkach światowych wśród firm farmaceutycznych. Spółka jest notowana publicznie na New York Stock Exchange i współtworzy indeks S&P 500, w skład którego wchodzą firmy o największej kapitalizacji. Firma jest pełnoprawnym członkiem European Federation of Pharmaceutical Industries and Associations (EFPIA).

## Historia

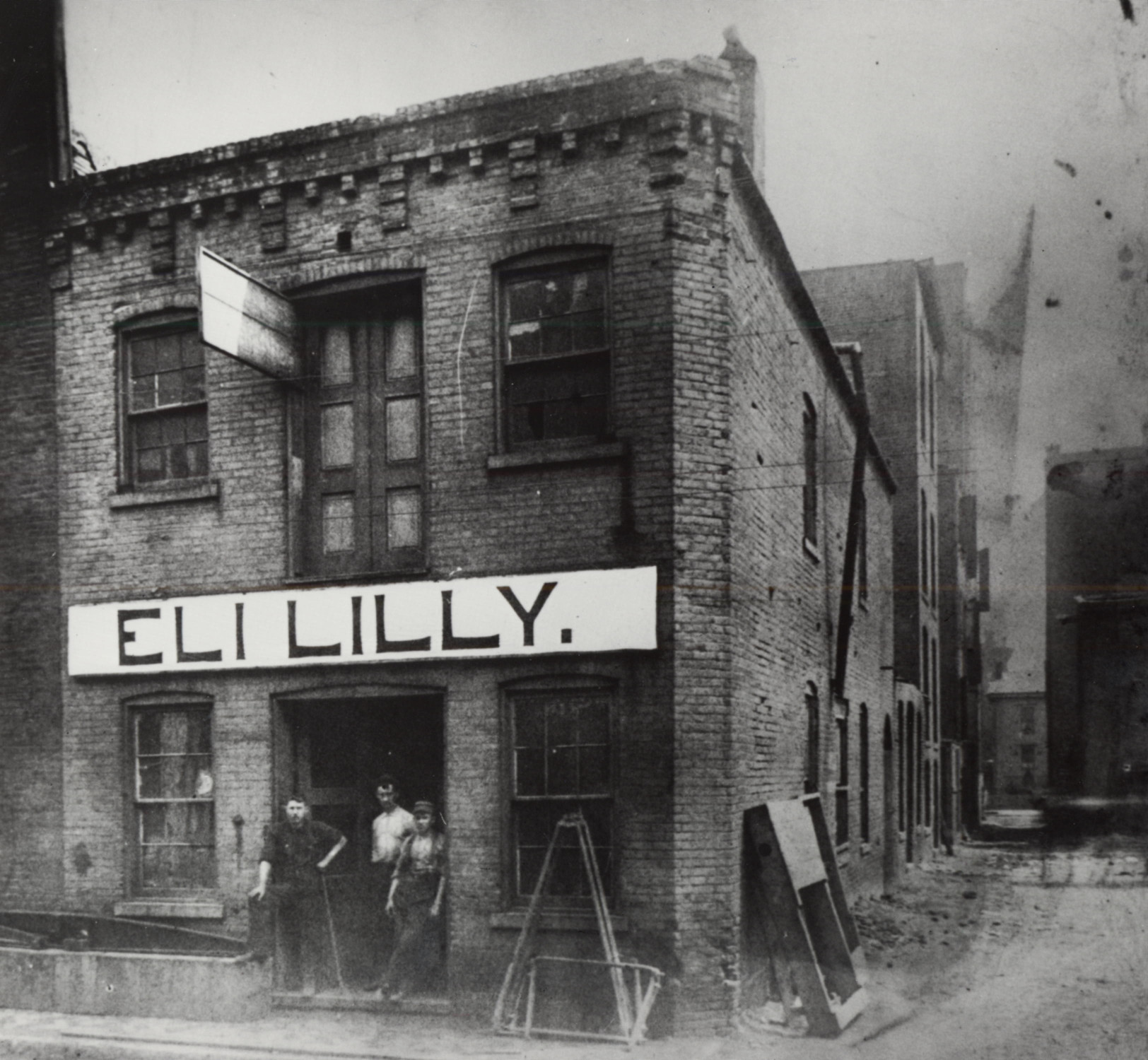
Zdjęcie pierwszego budynku przedsiębiorstwa. Eli Lilly z synem Josiahem stoją po lewej stronie drzwi

Pułkownik Eli Lilly, farmaceuta i weteran wojny secesyjnej, nosił się z zamiarem otworzenia własnej firmy farmaceutycznej od czasu pracy kierowniczej w aptece Binford & Lilly. Aby zgromadzić na ten cel wystarczające fundusze, powrócił w 1873 do swego rodzinnego miasta Indianapolis i założył wraz z partnerem przedsiębiorstwo Jonson & Lilly.
Ostatecznie własny interes uruchomił w 1876 roku, zatrudniając trzech pracowników (w tym swego 14-letniego syna Josiaha) przy kapitale wynoszącym 1400 dol. Pierwszymi wprowadzonymi przez niego innowacjami były żelatynowe osłonki dla leków w kapsułkach. Mając liczne doświadczenia z lekarstwami o niskiej jakości wyniesione z czasów wojny, Lilly kładł nacisk na produkcję wyłącznie środków o wysokich jak na te czasy standardach. W 1878 mógł zatrudnić swego brata, Jamesa, na stanowisku kierownika działu sprzedaży. Również inni członkowie rodziny zaczęli znajdować pracę w rozrastającej się spółce, która w 1881 ostatecznie przyjęła nazwę Eli Lilly and Company. W latach 80. XIX w. była ona jedną z wiodących firm w swojej dziedzinie, z ponad setką zatrudnionych osób i 200 000 dol. rocznych obrotów.

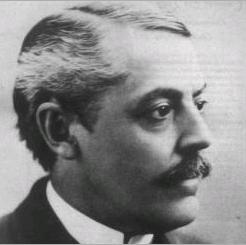
Pułkownik Eli Lilly (1838–1898), założyciel spółki

Eli Lilly and Company była pierwszą nowoczesną firmą z branży farmaceutycznej. Na początku Lilly był jedyną osobą pracującą nad dalszym rozwojem produktów, jednak w miarę upływu czasu zdołał stworzyć pełne laboratorium i powołać oddzielną jednostkę badawczą, zajmującą się wyłącznie tworzeniem nowych specyfików. Będąc świadomym szkodliwych skutków ubocznych niektórych lekarstw oraz ryzyka uzależnienia, rozpowszechniał ideę udostępniania takich środków wyłącznie pacjentom, którzy wcześniej skonsultowali się z lekarzem.
Wśród pomysłów wcielonych przez niego w życie można wymienić zastosowanie aromatów owocowych i powlekanie cukrem niektórych specyfików, aby były łatwiejsze do spożycia. Rozwój przedsiębiorstwa wymuszał zakup nowych obiektów na potrzeby badań i produkcji; poczynione przez niego inwestycje były bodźcem do rozwoju biznesu w całym mieście. W 1890 Lilly przekazał prowadzenie interesu synowi Josiahowi, który kierował spółką przez następnych kilkadziesiąt lat. Sam oddał się działalności filantropijnej oraz przewodzeniu różnym inicjatywom społecznym. Mimo kłopotów ekonomicznych ostatniej dekady XIX wieku, firma przetrwała bez większych problemów i ostatecznie bardzo umocniła swoją pozycję na rynku, wciąż wprowadzając kolejne usprawnienia technologiczne, głównie w dziedzinie automatyzacji produkcji.

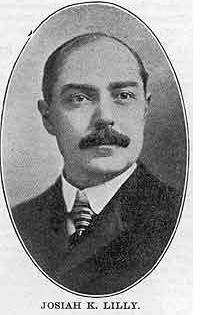
Josiah K. Lilly Sr. (1861–1948), drugi dyrektor generalny

Kiedy Eli Lilly zmarł w 1898 roku, jego syn formalnie odziedziczył całą spółkę. Josiah K. Lilly Sr. przejął od ojca wzór firmy społecznie zaangażowanej, m.in. wysyłając potrzebne leki w ramach pomocy ofiarom trzęsienia ziemi w San Francisco z 1906 roku. Josiah przewidział dalszy rozwój branży i postulował wprowadzenie rządowych regulacji nad obrotem środkami leczniczymi, co miało wpływ na powstanie ustawy o czystości żywności i leków (Pure Food and Drug Act) z 1906. W 1923, dzięki negocjacjom prowadzonym przez szefa oddziału badań biochemicznych George’a H.A. Clowesa z naukowcami z Uniwersytetu w Toronto, uruchomiono pierwszą na świecie produkcję insuliny na masową skalę. To osiągnięcie spowodowało dalszy napływ cenionych badaczy i możliwość kolejnych postępów naukowych. Podobnie jak ojciec, Josiah przechodząc na emeryturę powierzył kontrolę nad przedsięwzięciem najstarszemu synowi, aby samemu zająć się działalnością charytatywną.
Eli Lilly, wnuk płk. Lilly’ego, został szefem spółki w 1932, zastępując na tym miejscu swego ojca. W 1934 przeprowadził pierwszą poważną inwestycję zagraniczną, otwierając biuro na terenie Anglii. II wojna światowa wyniosła wielkość produkcji na nieosiągalny wcześniej poziom, głównie dzięki zapotrzebowaniu na środki antyseptyczne i preparaty z osocza krwi. W 1943 ruszyła pierwsza na świecie masowa produkcja penicyliny marki Lilly.
Eli Lilly International Corp. zostało powołane w 1943 jako przedsięwzięcie mające zwiększyć wielkość handlu zagranicznego. Eli Lilly w 1948 zrzekł się przewodnictwa na rzecz brata, Josiaha K. Lilly’ego Jr. Josiah Jr. wyniósł spółkę na giełdę i rozpoczął publiczny obrót jej akcjami; nowym kierownikiem został w 1953 Eugene N. Beesley. Był pierwszą osobą spoza rodziny piastującą to stanowisko.

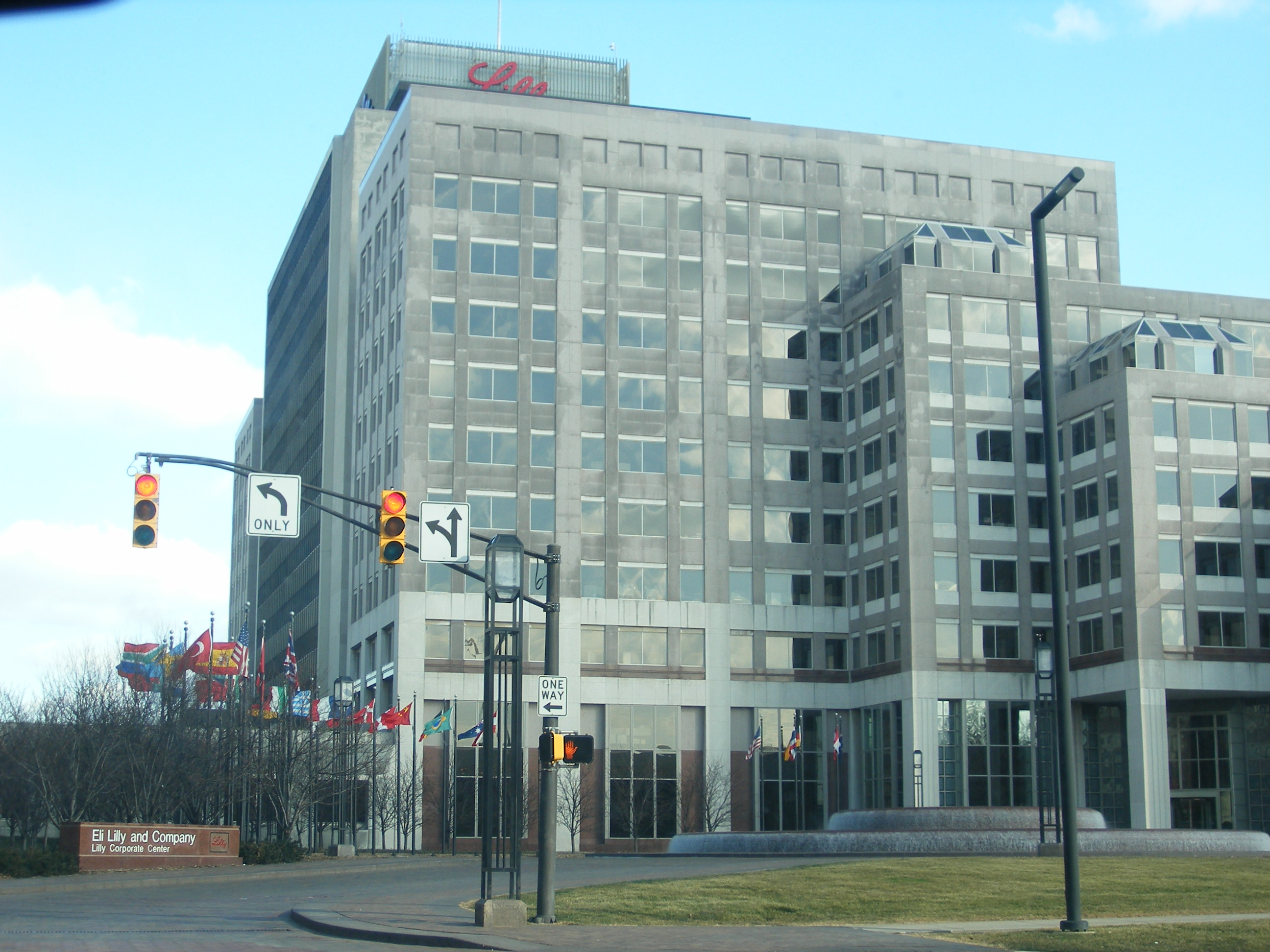
Siedziba główna Eli Lilly and Company w Indianapolis

Firma nadal przeżywała okres intensywnego rozwoju. W 1950 jej laboratoria w Lafayette, Indiana, zwiększyły produkcję antybiotyków dzięki uzyskanym patentom na erytromycynę. W 1954 powołano do życia spółkę Elanco Products, Co., mającą zająć się sprzedażą środków leczniczych stosowanych w weterynarii. Lilly odważył się na oryginalne, lecz w ostatecznym rozrachunku opłacalne posunięcie przejmując w 1971 firmę kosmetyczną Elizabeth Arden za 38 milionów dolarów. Szesnaście lat później odsprzedano prawa do tej marki Fabergé za 657 milionów.
Richard Woods został ogłoszony dyrektorem generalnym spółki w 1973; był to okres ogromnego wzrostu popytu na środki lecznicze. Lilly wszedł na rynek sprzętu medycznego przejmując IVAC Corp., wytwórcę aparatów do monitorowania funkcji życiowych, oraz Cardiac Peacemaker, wytwórcę sztucznych rozruszników serca.
W 1991 Vaughn Bryson został następnym kierownikiem spółki. Podczas jego 18-miesięcznej prezydencji zanotowano pierwszą kwartalną stratę w dziejach korporacji. Z tego powodu został dość szybko zastąpiony na tym miejscu przez Randalla L. Tobiasa, wcześniej wiceprzewodniczącego AT&T. Kolejnym szefem w 1998 roku stał się Sidney Taurel, były dyrektor ds. operacyjnych. W 1998 Eli Lilly zainicjowało wspólne przedsięwzięcie z Icos Corporation (ICOS), firmą biotechnologiczną z Bothell, Washington, w celu rozwoju i wprowadzenia na rynek leku przeciwko zaburzeniom erekcji o nazwie Cialis. Ostatecznie Lilly przejął ICOS w 2007, odsprzedając jego zakłady duńskiej spółce CMC Biopharmaceuticals.
Oprócz własnej działalności badawczo-rozwojowej, Eli Lilly jest zaangażowane w projekty finansowane z funduszów publicznych, razem z innymi partnerami ze sfery przemysłowej i akademickiej. Jednym z przykładów takiej aktywności są pozakliniczne testy bezpieczeństwa InnoMed PredTox. Korporacja rozwija swoją działalność we wspólnych projektach wewnątrz struktur Innovative Medicines Initiative należącej do EFPIA i Komisji Europejskiej.

## Produkty

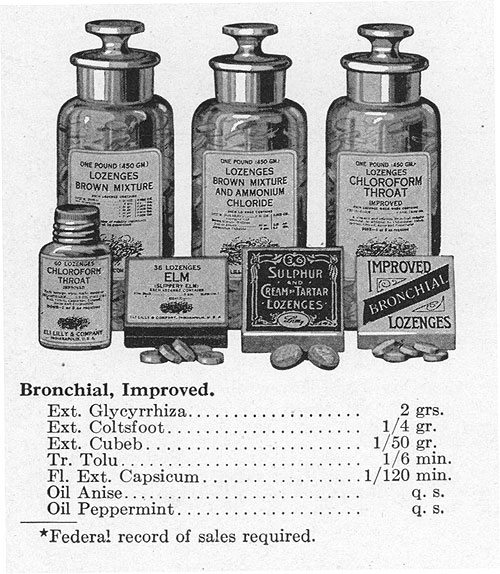
Medykamenty oferowane w roku 1906

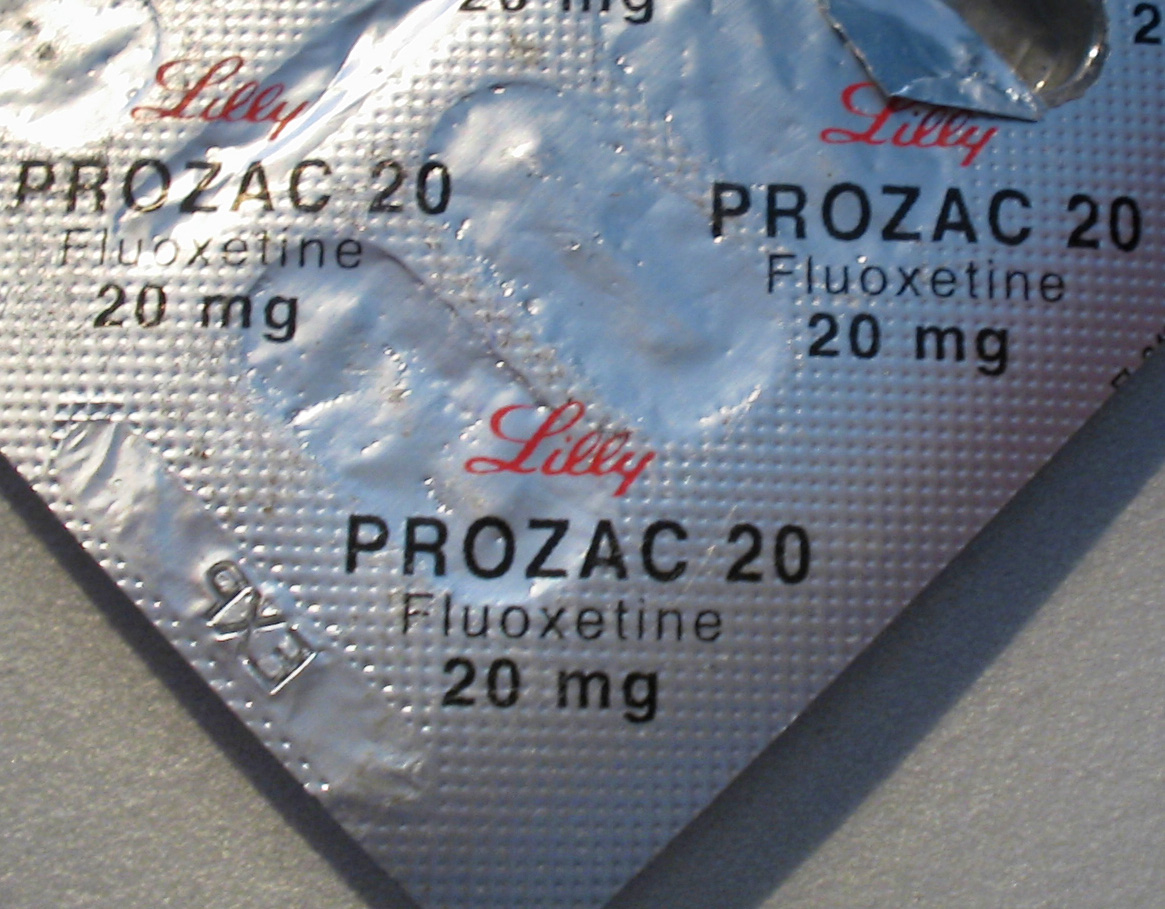
Prozac

Do najbardziej przełomowych leków w historii koncernu można zaliczyć cefalosporynę, erytromycynę, insulinę oraz Prozac (fluoksetynę), będący selektywnym inhibitorem zwrotnego wychwytu serotoniny (SSRI), stosowanym w leczeniu depresji chorobowej. Lilly jest największym producentem i dystrybutorem specyfików używanych w lecznictwie psychiatrycznym, m.in. przeciwko depresji, zespołowi lęku uogólnionego, uzależnieniom od narkotyków, bezsenności, zaburzeniom afektywnym dwubiegunowym i schizofrenii.
Lista najważniejszych produktów (w nawiasach zastosowanie kliniczne):
- Alimta (międzybłoniak, rak płuca niedrobnokomórkowy)
- Byetta (cukrzyca typu 2.) (rozprowadzany wspólnie z Amylin Pharmaceuticals)
- Cialis (zaburzenia erekcji)
- Cymbalta (stany depresyjne)
- Darvocet (środek przeciwbólowy)
- Effient (środek antytrombotyczny)
- E-Mycin (antybiotyk przeciwko infekcjom układu oddechowego)
- Evista (osteoporoza, zmniejszenie ryzyka raka piersi)
- Forteo (osteoporoza)
- Glucagon (hipoglikemia)
- Gemzar (rak trzustki)
- Humalog (cukrzyca typów 1. i 2.)
- Humatrope (GH stosowany przy dziecięcych zaburzeniach wzrostu)
- Humulin (cukrzyca typów 1. i 2.)
- Methadone (terapia uzależnień od narkotyków)
- Prozac (stany depresyjne)
- ReoPro (operacje angioplasyczne obarczone dużym ryzykiem)
- Secobarbital (epilepsja, bezsenność)
- Strattera (ADHD)
- Symbyax (choroba dwubiegunowa)
- Thimerosal (szczepionki starszego typu)
- Trulicity (cukrzyca typu 2.)[9]
- Xigris (sepsa o ostrym przebiegu)
- Zyprexa (schizofrenia i choroba dwubiegunowa)

## Kontrowersje
Eli Lilly był wielokrotnie uczestnikiem sporów związanych z problemami etycznymi i kontrowersji na tle politycznym.

### Sprawy sądowe
W jednej z trzech spraw związanych z wpływem leków SSRI na skłonności samobójcze, mężczyzna z Kentucky, Joseph Wesbecker, biorący regularnie Prozac, przybył do swojego miejsca pracy i zaczął strzelać z broni palnej, zabijając siedem osób oraz raniąc kolejnych 12, zanim popełnił samobójstwo. Sąd zadecydował stosunkiem głosów 9 do 3 na korzyść Lilly o braku dowodów, że tragedia mogła być spowodowana wpływem zażywanego specyfiku. Sędzia prowadzący sprawę oddał ją jednak do Sądu Najwyższego stanu Kentucky, który zgłosił liczne zastrzeżenia do sposobu prowadzenia procesu. Sąd uchylił wcześniejszy wyrok i zamiast tego ogłosił ugodę między stronami, której warunków nigdy nie ujawniono.
W czerwcu 2008 Eli Lilly and Company zgodziło się przyjąć ugodę w sprawie pozwu zarzucającemu mu politykę dyskryminacyjną. Korporacja została wcześniej oskarżona przez amerykańską Equal Employment Opportunity Commission o łamanie rządowego prawa przeciw dyskryminacji z powodu zawieszenia wypłaty odprawy pracowniczej Starrze E. Johnson. Starr była czarną kobietą, która została oszpecona po wystawieniu na działanie pewnych czynników chorobotwórczych krwi.

### Postępowanie kryminalne
Eli Lilly uznano za winnego naruszenia prawa Stanów Zjednoczonych w związku z praktykami marketingowymi stosowanymi do rozpowszechniania leku antypsychotycznego jego produkcji, Zyprexy. Firma została zobowiązana do zapłaty 1,42 mld dolarów na rzecz pozwów zarówno na podstawie kodeksu karnego, jak i cywilnego. Eli Lilly przyznało się do popełnienia przestępstwa w związku z nielegalnymi praktykami promocyjnymi między sierpniem 1999 a marcem 2001 roku i zgodziło się wypłacić 615 milionów dolarów.